# 詹妮弗·奥雷特
詹妮弗·奥雷特（英語：Jennifer Ouellette，1964年5月17日—）是一位美国科普作家，美国国家科学院（NAS）成员，主要作品有《我，我自己，为什么：揭开人类的身份和行为之谜》（ Me, Myself, and Why: Searching for the Science of Self）等。